# 고희 초상 및 문중유물
고희 초상 및 문중유물(高曦 肖像 및 門中遺物)은 대한민국 전북특별자치도 부안군에 있는, 조선 중기의 무신인 고희(1560∼1615)의 영정과 유품을 비롯하여 제주 고씨 부안 문중에서 12대손까지 13대 372년 동안(1522∼1894) 작성된 각종 고문서와 일괄 유물들이다. 1982년 11월 9일 대한민국의 보물 제739호로 지정되었다.

## 개요
고희 초상 및 문중유물(高曦肖像 및 門中遺物)은 조선 중기의 무신인 고희(1560∼1615)의 영정과 유품을 비롯하여 제주 고씨 부안 문중에서 12대손까지 13대 372년 동안(1522∼1894) 작성된 각종 고문서와 일괄 유물들이다.
고희는 조선 선조 17년(1584)에 무과에 급제 선전관이 되어 임진왜란 당시 왕을 호종한 공으로 선조 37년(1604)에 호성공신 3등에 책봉되었다. 후에 호조판서로 추증되었다.
지정된 유물을 연대별로 간략하게 살펴보면 중종 때부터 인조 때까지의 유물 76점, 숙종∼고종때까지 유물이 139점 등 총 20종 215점이다. 이 중 영정은 전부 고희의 것으로 전신상 1폭과 안면상 2폭 등 그 외 고희와 관련된 유품들이다. 이 유물들은 전북 부안의 석불산 아래 효충사 유물관에 보관, 전시되어 있다.

## 참고 자료
- 고희 초상 및 문중유물 - 국가유산청 국가유산포털